# Нижняя Верченка
 Нижняя Верченка  — деревня в Старошайговском районе Мордовии в составе Новотроицкого сельского поселения.

## География
Находится на расстоянии примерно 24 километров по прямой на восток-северо-восток от районного центра села Старое Шайгово.

## История
Известна с 1869 года как владельческая деревня Инсарского уезда из 25 дворов, название относится к фамилии владельцев.

## Население
Постоянное население составляло 4 человека (русские 40 %, мордва-мокша 40 %) в 2002 году, 2 в 2010 году.